# Анисимов, Фёдор Иванович
Фёдор Иванович Анисимов (1814, Грушевская, Область Войска Донского — 1855) — поэт, автор знаменитого донского казачьего гимна «Всколыхнулся, взволновался православный Тихий Дон».

## Жизнь и творчество
По окончании Новочеркасской гимназии и Харьковского университета Фёдор Иванович преподавал математику, латинский и французский языки в Новочеркасской гимназии. За успехи в преподавательской деятельности он многократно получал от дирекции училищ Дона различные поощрения; Анисимова регулярно повышали в чинах. Фёдор Иванович Анисимов любил поэзию, сам писал стихи. В 1853 году, с началом Крымской войны, он написал стихотворение «Всколыхнулся, взволновался православный тихий Дон», на которое сам же написал музыку. На высоком патриотическом подъёме у Фёдора Ивановича рождается стихотворение:
|  | Всколыхнулся, взволновался Православный Тихий Дон, И послушно отозвался На призыв монарха он. Он детей своих сзывает На кровавый бранный лир, К туркам в гости снаряжает, Чтоб добыть России мир. |

В несколько изменённом виде стихотворение было принято на Большом Кругу в Новочеркасске в 1918 году в качестве официального гимна Всевеликого Войска Донского.